# Voorheide
Voorheide is een van de gehuchten van de Antwerpse gemeente Arendonk. Het wordt ook wel een dorp genoemd. Het heeft een eigen parochie met de Sint-Jozefkerk en heeft anno 2016 ruim 2500 inwoners. In de volksmond spreekt men van de Vrij of de Vraai.
De Voorheide wordt doorkruist door het Kanaal Dessel-Turnhout-Schoten maar brug 5 verbindt beide helften. Tegen de grens met het Nederlandse Reusel-De Mierden is het open asielcentrum Totem gevestigd.
Het gehucht had een eigen voetbalploeg, KFC Vrij Arendonk, dat sinds de oprichting in 1962 concurreerde met Verbroedering Arendonk, de voornaamste ploeg van Arendonk-centrum. In 2018 fuseerden de twee ploegen tot KFC Arendonk Sport.

## Cultuur

### Vrijkermis
Sinds 1915 vindt elk jaar, rond de eerste zondag van augustus, Vrijkermis plaats. Er is dan een kleinschalige kermis en elke avond is er een fuif in de twee feesttenten. Het belangrijkste aan Vrijkermis zijn echter de volksspelen. Jaarlijks komen zo'n 2000 mensen 'vogelpikken'.
De deelnemers proberen al fietsend pijltjes op een puntenbord te gooien. De persoon die de hoogste score gooit, wint.

### Lichtvloot
Van 1979 tot 1988 organiseerde vzw Lichtvloot 'De Vrij' jaarlijks een lichtvloot op het Kanaal Dessel-Schoten. Deze vond plaats in de nazomer en bestond uit een twintigtal tweedehands landingsboten, afkomstig uit Engeland, die werden versierd met decorstukken en honderden gloeilampen. Mensen konden de varende lichtstoet bewonderen vanop de vaartdijk.

## Bezienswaardigheden
- De Sint-Jozefskerk